# Вестагер, Маргрете
Маргрете Вестагер Хансен (дат. Margrethe Vestager Hansen; род. 13 апреля 1968, Глоструп, Дания) — датский политический и государственный деятель. Член социал-либеральной партии «Радикальная Венстре». Заместитель председателя Европейской комиссии по цифровым технологиям с 1 декабря 2019 года, Европейский комиссар по вопросам конкуренции с 1 ноября 2014 года. В прошлом — вице-премьер Дании (2011—2014), министр экономики и внутренних дел Дании (2011—2014), министр образования Дании (1998—2001), министр по делам религий Дании (1998—2000), лидер партии «Радикальная Венстре» (2007—2014), депутат фолькетинга (2001—2014).

## Биография
Родилась 13 апреля 1968 года в Глострупе.
В 1993 году окончила экономический факультет Копенгагенского университета. В возрасте 21 года вошла в центральный комитет партии и стала членом Комитета по европейским делам. После получения образования сразу стала председателем партии, а затем — министром образования и по делам церкви Дании в 1998 году.
Была членом парламента (фолькетинга) с 20 ноября 2001 года. 15 июня 2007 года была избрана председателем парламентской группы своей партии, заменив на этом посту Марианне Ельвед.
3 октября 2011 года стала заместителем премьер-министра и министром по экономическим и внутренним делам в правительстве Хелле Торнинг-Шмитт.
С 1 ноября 2014 года Европейский комиссар по вопросам конкуренции в Еврокомиссии Жана-Клода Юнкера и следующей Комиссии фон дер Ляйен. С 1 декабря 2019 года также заместитель председателя Европейской комиссии по цифровым технологиям.

## Семья
Муж — Томас Йенсен, работает учителем математики в гимназии. Супруги воспитывают трёх дочерей.

## Влияние на культуру
Вдохновлённые политической карьерой Вестагер европейские сценаристы выпустили сериал «Правительство» для датского телевидения.

## Награды
- Орден «За заслуги» II степени (4 сентября 2023 года, Украина) — за весомый личный вклад в укрепление межгосударственного сотрудничества, поддержку государственного суверенитета и территориальной целостности Украины, популяризацию Украинского государства в мире[6]
- Великий офицер ордена Звезды Румынии (4 февраля 2025 года, Румыния)[7]